# Raáb Ervin
Raáb Ervin, született: Raab Ervin Károly Samu Natán (Zólyom, 1874. július 1. — Sztálinváros, 1959. január 14.) festő és grafikus. 

## Pályafutása
Szülei Raab Samu és Csipkay Juszta. Katona volt, de mint főhadnagy elhagyta ezt a pályát. Münchenben Anton Ažbe és Heinrich Knirr iskolájában tanult festeni és ugyanitt állított ki először, ezután főleg a Céhbeliek tagjaként a Nemzeti Szalonban szerepelt. Párizsi és olaszországi tanulmányok után főképp grafikai lapokkal, pasztell- és akvarell-képekkel szerepelt kiállításainkon. Hazatérve, a gödöllői művésztelepen munkálkodott. Többnyire tájképeket festett, világos színekkel, impresszionista, kissé dekoratív felfogással. Mint rézkarcoló főleg tájképeket vitt a rézre, amelyek a vonalas karcot akvatintával egyesítik. 1909-ben kisebb kollekcióval vett részt a gödöllői művészeknek a Nemzeti Szalonban rendezett kiállításán. 1913-ban az állami vízfestmény-díjat nyerte. Téli napsütés c. olajképét 1914-ben szerezte meg a Szépművészeti Múzeum, melynek grafikai gyűjteményében is több műve van. 1936-ban gyűjteményes kiállítása volt a Tamás Galériában. 1943-ban megválasztották a Magyar Akvarell- és Pasztellfestők Egyesületének elnökéve. 1959-ben Budapesten, majd 1960-ban Székesfehérváron emlékkiállítást rendeztek képeiből. 
Felesége Ráth Anna (teljes nevén: Ráth Anna Jozefa Gabriella, született 1883. március 11.) festő volt, akivel 1916. augusztus 10-én kötött házasságot Budapesten.